# Акчулпанов, Шагихайдар Шахингареевич
Шагихайдар Шахингареевич Акчулпанов (баш. Шаһихәйҙәр Шаһингәрәй улы Аҡсулпанов, 1868 — ?) — военный деятель, активный участник Башкирского национального движения, подполковник (1917).

## Биография
Акчулпанов Шагихайдар Шахингареевич родился в 1868 году в д. Акчулпаново Оренбургской губернии. Происходил из башкирского дворянского рода Акчулпановых.
Окончил Казанское пехотное юнкерское училище.
В 1909 году служил в 234-м Сызранском резервном батальоне (располагался в городе Симбирске).
Участвовал в Первой мировой войне и в Гражданской войне в России.
В 1917 году назначен исполняющим обязанности начальника артиллерийского управления Киевского военного округа.
В декабре 1917 года участвовал в работе III Всебашкирского учредительного курултая (съезда). На нём Шагихайдар Акчулпанов был избран в состав Кесе-Курултая — предпарламента Башкурдистана. Позднее преподавал в школе прапорщиков при Башкирском военном совете.
С июля 1918 года является командиром 1-й Башкирской стрелковой бригады, с 6 августа 1918 года — начальник 1-й Башкирской пехотной дивизии Башкирской Армии.
В августе 1920 года назначен помощником начальника Запасного войскового управления Автономной Башкирской Советской Республики.
Дальнейшая судьба неизвестна.